# Pecul
Der Pecul, auch Pekul, Picul oder kurz Pic, war ein Gewichtsmaß in Hinterindien und im chinesischen Kanton. Es handelt sich hierbei um die unter ausländischen Kaufleuten weit verbreitete Bezeichnung für die chinesische Einheit Tan (擔 Pinyin: dàn, vereinf.: 担). Es war der „Zentner“ der Regionen.
- Insel Amboina 1 Pecul = 100 Catti = 59,052 Kilogramm
  - 28 Pecul = 1 Coyan
- Batavia 1 Pecul = 59,072 Kilogramm
- Kanton und Singapur 1 Pecul = 100 Catti = 60,478 Kilogramm
- Siam 1 Pecul = 50 Catty  = 1000 Tale = 80.000 Tical = 58,507 Kilogramm[1]
- Manila wie Kanton
- Prince-Wales-Insel 1 Pecul = 100 Catty  = 60,472 Kilogramm[1]
- Philippinen 10 Chinantas = 1 Picul = 62,550 Kilogramm
- Bohol: 1 Pecul = 66 Kilogramm[2]
- Ilocos Sur: 1 Pecul = 63,000 Kilogramm[2]
- Iloilo: 1 Pecul = 60,262787 Kilogramm[2]
- Leyte: 1 Pecul = 69,012 Kilogramm[2]
- Sorsogon: 1 Pecul = 39,000 Kilogramm[2]